# Kroktjärnen (Bollnäs socken, Hälsingland)
Kroktjärnen är en sjö i Bollnäs kommun i Hälsingland och ingår i Testeboåns huvudavrinningsområde.